# بروسبر مينيير
بروسبر مينيير (بالفرنسية: Prosper Menière) (18 يونيو 1799 - 7 فبراير 1862) هو طبيبٌ فرنسي، يعرف لتحديده للمرة الأولى أنَّ الأذن الداخليَّة قد تكون مصدرًا لحالةٍ تجمع بين الدوار وفقدان السمع والطنين، والتي تُعرف الآن باسم مرض مينيير.

## سيرته
وُلد بروسبر مينيير في أنجيه بفرنسا، وبرع خلال دراسته في العلوم الإنسانية والأدب الكلاسيكي. أكمل دراسته الطبية في مستشفى أوتيل ديو دو باريس [الإنجليزية] عام 1826، وحصل على شهادة دكتور في الطب عام 1828، ثم عمل مساعدًا للبروفيسور غيوم دوبويتران.
كان من المقرر في البداية أن يكون مينيير أستاذًا مساعدًا في هيئة التدريس، لكن التوترات السياسية أعاقت عمله أستاذًا، فأُرسل للسيطرة على انتشار الكوليرا، ونال وسام جوقة الشرف تقديرًا لعمله، لكنه لم يحصل على لقب أستاذ. بعد حصوله على منصب كبير الأطباء في معهد الصم والبكم [الإنجليزية]، ركز على أمراض الأذن.
ساعدت دراسات مينيير في معهد الصم والبكم في صياغة بحثه "حول نوع معين من فقدان السمع الناتج عن آفات الأذن الداخلية"، والذي أدى في النهاية إلى اكتشاف مرض مينيير.
هناك جدلٌ حول كيفية كتابة اسم مينيير. كان بروسبر نفسه يكتب اسمه "Menière" بينما استخدم ابنه "Ménière". يحذف الكثيرون علامات التشكيل.